# Lycaeides proxarmoricana
Lycaeides proxarmoricana är en fjärilsart som beskrevs av Beuret 1934. Lycaeides proxarmoricana ingår i släktet Lycaeides och familjen juvelvingar. Inga underarter finns listade i Catalogue of Life.